# Cañada de Calatrava
Cañada de Calatrava é um município da Espanha na província de Ciudad Real, comunidade autónoma de Castilla-La Mancha, de área 29,9 km² com população de 108 habitantes (2006) e densidade populacional de 3,45 hab/km².

## Demografia

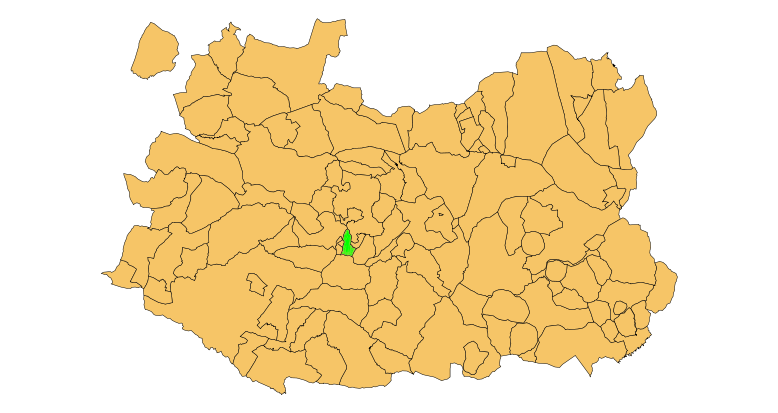
Mapa de localização

| Variação demográfica do município entre 1991 e 2004 | Variação demográfica do município entre 1991 e 2004 | Variação demográfica do município entre 1991 e 2004 | Variação demográfica do município entre 1991 e 2004 |
| --------------------------------------------------- | --------------------------------------------------- | --------------------------------------------------- | --------------------------------------------------- |
| 1991                                                | 1996                                                | 2001                                                | 2004                                                |
| 101                                                 | 88                                                  | 76                                                  | 103                                                 |